# Drapeau de l'Île-du-Prince-Édouard
Le drapeau de l'Île-du-Prince-Édouard (Canada) est une bannière dessinée d'après les armoiries provinciales. Les proportions du drapeau sont de 3:2 ; les trois côtés éloignés du mat sont bordés de bandes alternantes rouges et blanches.
Le tiers supérieur du drapeau montre le lion héraldique anglais qui apparaît à la fois sur les armoiries du Prince Édouard Augustus, duc de Kent et Strathearn, dont la province porte le nom, et sur celles du roi Édouard VII. Les deux-tiers inférieurs montrent une île sur laquelle apparaissent trois petits chênes (à gauche) — représentant les trois comtés de l'Île-du-Prince-Édouard (Prince, Queens, et Kings) — sous la protection d'un grand chêne qui représente la Grande-Bretagne. Ce symbolisme se reflète également dans la devise provinciale, Parva sub ingenti (Les petits sous la protection du grand).